# Norbergs spad- och redskapsfabrik
Norbergs var ett svenskt industriföretag som grundades av C.A. Norberg i Motala 1890 och tillverkade spadar, skyfflar och andra handredskap. 
I Östgötaposten i november 1895 stod att läsa om den nya industrin som gav gott hopp inför framtiden med försäljning av fabrikens produkter i Sverige och i Finland. Enligt tidningen var C.A. Norberg sedan tidigare i sitt arbete som verkmästare väl förtrogen med allt i tillverkningen.
C. A. Norbergs söner Eric (född 7 januari 1890 i Hällestads församling) och Olof (född 26 september 1901 i Motala) var enligt 1947 års industrikalender ägare och chefer i C. Aug. Norberg som tillverkade spadar, skyfflar, grepar och högafflar, skaft samt eldningsredskap. Man hade då 26 industriarbetare och tillverkade varor för 700.000 kronor. Företaget var vid denna tidpunkt fortfarande en enskild firma. Senare förekommer företagsnamnet "AB Norbergs Spad- & Redskapsfabriker" (bildat 1953) samt "AB Norbergs Spad- och Redskapsfabrikers Försäljningsaktiebolag" (bildat 1949). 
Under senare delen av 1900-talet övertogs Norbergs av det finländska företaget Fiskars och varumärket Norbergs upphörde att användas under början av 2000-talet.